# Korpen Svenska Motionsidrottsförbundet
För andra betydelser, se Korp (olika betydelser)

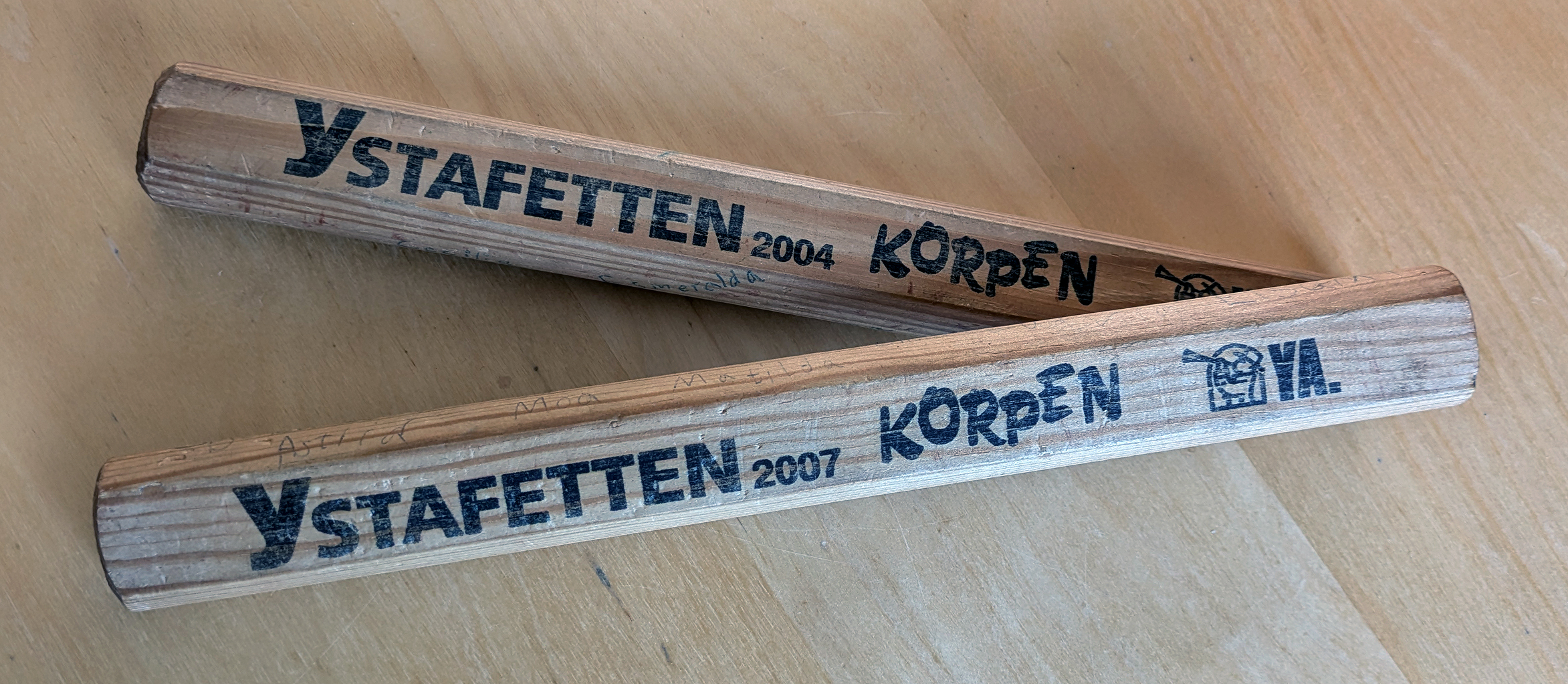
Stafettpinnar från Korpens stafetter 2004 och 2007 i Ystad.

Korpen Svenska Motionsidrottsförbundet är ett specialidrottsförbund och har varit ett förbund i Riksidrottsförbundet sedan 1976, men redan 1945 tog Stockholms stadsfullmäktiges ordförande Carl Albert Andersson initiativet att bilda Svenska Korporationsidrottsförbundet. Korpen är ett riksförbund som är uppbyggt av cirka 270 lokala föreningar runt om i landet där tusentals människor motionerar varje dag. Totalt erbjuder föreningarna runt 100 olika motionsaktiviteter så som fotboll, innebandy, handboll, ishockey, dans, styrketräning, vattenträning, padel, seniorträning och bordtennis. Korpen arbetar för att bedriva en inkluderande verksamhet där alla platsar och är med utifrån sina förutsättningar.  
Föreningarna har egna styrelser och fattar beslut om sin egen verksamhet. Medlemmarna i Korpen, alla föreningar och nationella organisationer, har möjlighet att skicka in förslag på förändringar, skriva motioner till förbundsmöten och på så sätt påverka organisationen. Till Korpen hör också 15 nationella organisationer knutna till verksamheter som exempelvis Vattenfall. 
Drygt 1 700 personer är ideella ledare inom Korpen, som till exempel fotbollsdomare eller gruppträningsinstruktörer. Inom vissa idrotter arrangeras också tävlingar och seriespel inom landet.  
Korpens generalsekreterare heter Erik Eng och förbundets kansli ligger i Stockholm. Korpens förbundskansli finns för att främja rörelsens och medlemmarnas gemensamma intressen och för att förvalta Korpen Svenska Motionsidrottsförbundets idé. Korpens förbundskansli finns även till för att stödja medlemsföreningar/organisationer runt om i landet och underlätta arbetet med att få medlemmarna att motionera och ha kul tillsammans. 

## Historia
De första korporationsidrottsklubbarna var regementenas idrottsföreningar, bildade i slutet av 1800-talet. De första korpklubbarna bildades redan 1912. Personalgrupper och yrkeskårer bildade egna så kallade korporationsidrottsföreningar, bland andra Stockholmspolisens IF, Brandkårens IK i Stockholm, Malmö Polismäns GoIF, Örebro Poliskårs IF. Rörelsen började i yrkesgrupper med fysiskt krävande arbeten och spred sig snart även till andra.